# イェンス・ヨハンソン
イェンス・ヨハンソン（Jens Johansson、1963年11月2日 - ）は、スウェーデン出身のキーボーディスト、ピアニスト。1990年代中ごろまではヤンス・ヨハンソンの表記が多く使われていた。イングヴェイ・マルムスティーンのバンドの初期メンバーの一人である。ネオクラシカルメタルとフュージョンの速弾きキーボーディストとして知られる。
父はスウェーデンのジャズピアニストのヤン・ヨハンソン、実兄は元ハンマーフォールのドラマーのアンダース・ヨハンソン。

## プロフィール

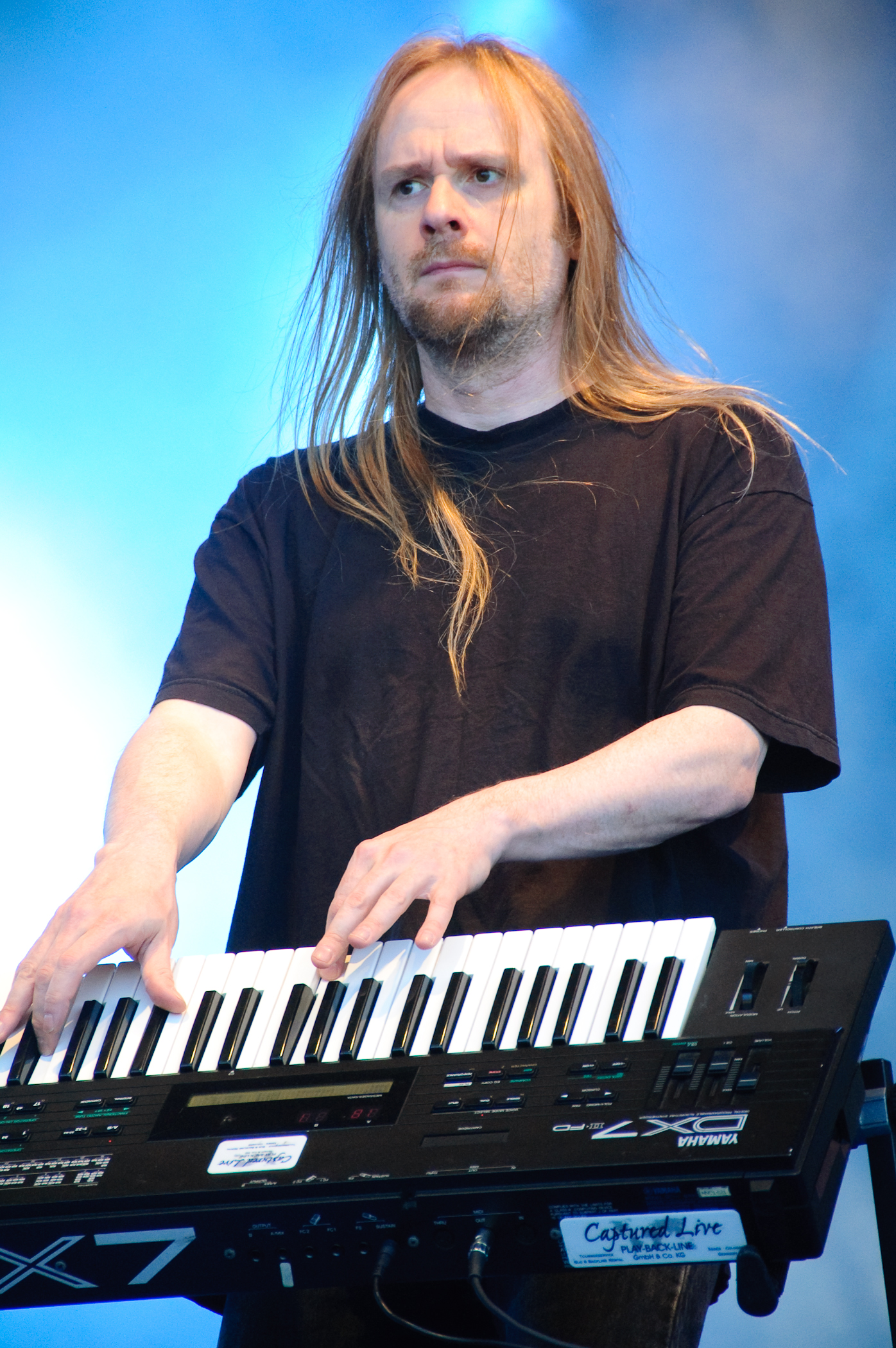
ストラトヴァリウス - フィンランド公演 (2009年7月)

- 幼少期から兄のアンダースと共にピアノを習う。クラシック音楽やドン・エイリー、ジョン・ロード、エディ・ジョブソンから影響を受ける[1]。
- 1982年に、フュージョン・バンド Slem を脱退し、ヨナス・ハンソン率いるシルヴァー・マウンテン（先にアンダースも加入していた）に加入。1stアルバム『Shakin' Brains』に参加後にイングヴェイ・マルムスティーンに誘われ、シルヴァー・マウンテンから脱退、後にアンダースも脱退し、マルムスティーンのバンドであるライジング・フォースに合流した。しかし、1980年代後半にバンドのヴォーカリスト（当時）、ジョー・リン・ターナーとヨハンソン兄弟が対立し、アルバム『Odyssey』に伴うツアーを最後に、互いに脱退した。
- 1989年にはディオに参加するが、アルバム『Lock Up The Wolves』（1990年）発表後、ディオの中心人物ロニー・ジェイムス・ディオがブラック・サバスに再加入したため、バンド自体が活動停止となる。
- 1990年代には兄のアンダースと共に『ヨハンソン』名義で音源を出したり、またソロアルバムを出したりと、90年代のヘヴィメタルが衰退していた中でジャンルにとらわれない積極的なセッション活動を行っていた。現在でも様々なアーティストのアルバムやツアーにゲストプレイヤーとして演奏する機会が多い。
- 1995年からフィンランドのメロディックスピードメタルバンド、ストラトヴァリウスに所属。1996年のアルバム『エピソード』以降のアルバムに参加。2003年にヨルグ・マイケル（ドラムス）がバンドから一時離脱した際に、兄のアンダースに参加を呼びかけたものの、方向性の違いからアンダースから断られたことがあった（後にヨルグが復帰）。2004年は解散寸前にあったストラトヴァリウスのメンバーをまとめるため奔走したが、2008年のティモ・トルキの一方的な解散宣言以降はトルキとは犬猿の仲である。
- 2016年6月、リッチー・ブラックモアズ・レインボーの回帰ライブに参加[2]。

### 人物・エピソード
- 兄のアンダースと共にいたずら好きな性格でも知られ、常に持ち歩いている接着剤で色々なものをつけてしまう。ライジングフォース時代に隣のレコーディングスタジオにマドンナが居る事を知り、ふざけたアレンジの「ライク・ア・ヴァージン」を演奏してマドンナを怒らせたり、ストラトヴァリウスのDVD『Infinite Visions』には、彼がトイレを爆破する映像が収録されている。2004年にはライブ中にティモ・トルキの脚に小便をかけ、ライブ後にトルキに謝罪している。
- ライジングフォース時代、ファッションに無頓着なイェンスとアンダースに腹を立てたイングヴェイ・マルムスティーンから「髪にパーマをかけて、ちゃんとした服を着ろ」「お前らが浮浪者みたいな格好をしているから俺の評判が落ちるんだ」と何度も怒鳴られた。当時はヨハンソン兄弟がイングヴェイの意見に従った。(2008年発行、BURRN!増刊メタリオン31号より）現在は長髪にこそしているが、ヘヴィメタルアーティストらしい服を着る事はあまりない。
- 兄のアンダースと共に設立したヘプタゴン・レコードより、実父であるヤン・ヨハンソンの音源をCD化している。彼のソロ名義アルバムもヘプタゴン・レコードから出されている。
- メカニックに強く自他共に認めるコンピュータオタクとしても有名であり、携帯電話を自分で修理してしまうほどである。学校を卒業し、音楽活動をするまでの6ヶ月間はストックホルムの総合病院でコンピュータープログラマーとして勤務していた。現在も初期型のAtari STを所有し、Cでコード化されたソフトを所有している。2004年のストラトヴァリウス脱退騒動の際には公式サイトのフォーラムがハッキングされたことを発見し、公式サイトをハッカーから守ることに貢献した。
- 現在はストラトヴァリウス公式サイトのフォーラムの管理人を行っており、本人もしばしば書き込みを行っている。

## ディスコグラフィ

### シルヴァー・マウンテン
- 『シェイキン・ブレインズ』 - Shakin' Brains (1983年)
- 『ブレイキン・チェインズ』 - Breakin' Chains (2001年)

### イングヴェイ・マルムスティーン
- 『ライジング・フォース』 - Rising Force (1984年)
- 『マーチング・アウト』 - Marching Out (1985年)
- 『トリロジー』 - Trilogy (1986年)
- 『オデッセイ』 - Odyssey (1988年)
- 『トライアル・バイ・ファイアー：ライヴ・イン・レニングラード』 - Trial By Fire (1989年)
- 『インスピレーション』 - Inspiration (1996年)

### ヨハンソン、アンダース・ヨハンソン及びソロ名義
- 『飛べない創造物』 - Fjäderlösa Tvåfotingar (1991年)
- Anders Johansson : Shu-Tka (1992年)
- The Johansson Brothers (1994年)
- Ten Seasons (1995年)
- Anders Johansson, Jens Johansson and Allan Holdsworth :『ヘヴィ・マシナリー』 - Heavy Machinery (1996年)
- Anders Johansson : Red Shift (1997年)
- Johansson : Sonic Winter (1997年)
- 『フィション』 - Fission (1998年)
- Johansson : The Last Viking (1999年)
- Jonas Hellborg, V. Selvaganesh, IA Eklundh, Jens Johansson: Art Metal (2007年) ※日本盤未発売

### ストラトヴァリウス
- 『エピソード』 - Episode (1996年)
- 『ヴィジョンズ』 - Visions (1997年)
- 『ザ・パスト・アンド・ナウ』 - The Past And Now (1997年) ※ベスト・アルバム
- 『デスティニー』 - Destiny (1998年)
- 『ヴィジョンズ・オブ・ヨーロッパ』 - Visions Of Europe (1998年) ※ライブ・アルバム
- The Chosen Ones (1999年) ※ベスト・アルバム
- 『14ダイヤモンズ 〜ベスト・オブ・ストラトヴァリウス〜』 - 14 Diamonds (2000年) ※ベスト・アルバム
- 『インフィニット』 - Infinite (2000年)
- 『インターミッション』 - Intermission (2001年) ※企画アルバム
- 『エレメンツ・パート1』 - Elements Pt.1 (2003年)
- 『エレメンツ・パート2』 - Elements Pt.2 (2003年)
- 『ストラトヴァリウス』 - Stratovarius (2005年)
- 『ポラリス』 - Poraris (2009年)
- 『エリジウム』 - Elysium (2011年)
- 『ネメシス』 - Nemesis (2013年)
- 『エターナル』 - Eternal (2015年)

### その他のプロジェクト
- Erik Borelius : Fantasy (1988年)
- ディオ : Lock Up The Wolves (1990年)
- Deadline : Dissident (1991年)
- Stephen Ross : Midnight Drive (1991年)
- ジンジャー・ベイカー : Unseen Rain (1992年)
- RAF : Ode To A Tractor (1992年)
- Shining Path : No Other World (1992年)
- Jonas Hellborg Group : E (1993年)
- Snake Charmer : Smoke And Mirrors (1993年)
- Dave Nerge's Bulldog : The Return Of Mr. Nasty (1994年)
- Robert Blennerhed : Seven (1994年)
- Smoke On The Water - A Tribute (1994年)
- トニー・マカパイン : Premonition (1994年)
- Itä-Saksa : Let's Kompromise (1998年)
- Snake Charmer : Backyard Boogaloo (1998年)
- Benny Jansson : Flume Ride (1999年)
- ブラックモアズ・ナイト : Under A Violet Moon (1999年)
- マスターマインド : Excelsior! (1999年)
- Roland Grapow : Kaleidoscope (1999年)
- マスターマインド : Angels Of The Apocalypse  (2000年)
- Einstein : Einstein Too (2001年)
- La Leyenda Continua : Tributo A Rata Blanca (2001年)
- Andy West With Rama : Rama 1 (2002年)
- Arjen Anthony Lucassen : Star One: Space Metal (2002年)
- Benny Jansson : Save The World (2002年)
- Aina : Days Of Rising Doom (2003年)
- Barilari (2003年)
- ソナタ・アークティカ : Winterheart's Guild (2003年)
- Mastermind (Japanese) : To The World Beyond (2004年)
- Spastic Ink : Ink Compatible (2004年)
- キャメロット : 『ザ・ブラック・ヘイロー』 - The Black Halo (2005年)
- ハンマーフォール：No Sacrifice，No Victory (2009年)
- Avantasia: Angel of Babylon (2010年)
- Amberian Dawn: End of Eden (2010年)
- Amberian Dawn: Circus Black (2012年)
- Avalon: The Land of New Hope (2013年)
- Cain's Offering: Stormcrow (2015年)

### 人物
- リチャード・アンダーソン
- ティモ・トルキ
- アラン・ホールズワース
- イングヴェイ・マルムスティーン
- アンダース・ヨハンソン
- ヤンネ・ウォーマン

### バンド
- シルヴァー・マウンテン
- ライジング・フォース
- ストラトヴァリウス